# Carl Abraham Mankell

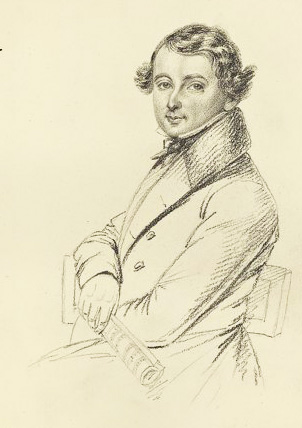
Abraham Mankell. Zeichnung von Maria Röhl (1835)

Carl Abraham Mankell (* 16. Februar 1802 in Christiansfeld; † 27. Oktober 1868 in Stockholm) war ein
schwedischer Komponist. 
Der Sohn des Musikers und Instrumentenbauers Johan Herman Mankel ging 1823 nach Schweden und wurde 1825 Organist in Stockholm. Nachdem er als Gesangslehrer an verschiedenen Schulen gewirkt hatte, unterrichtete er von 1834 bis 1841 an der Königlichen Musikakademie. Als Organist gab er Konzerte in der Storkyrkan.
Er veröffentlichte mehrere Bände mit zwei- und vierstimmigen Liedern, Romanzen und Lieder mit Klavierbegleitung. Auch sein Bruder Gustaf Adolf Mankell wurde als Musiker bekannt. Sein Sohn war der Politiker und Militärhistoriker Julius Mankell. Sein Neffe war der Komponist Ivar Henning Mankell, der Großvater des Schriftstellers Henning Mankell.